# Ravensdale (Washington)
Ravensdale ist ein Census-designated place (CDP) im King County im US-Bundesstaat Washington. Zum United States Census 2010 hatte Ravensdale 1.101 Einwohner. Auf Grundlage des Pro-Kopf-Einkommens, eines der vertrauenswürdigeren Maße für Wohlstand, belegt Ravensdale den 50. Platz von 522 gelisteten Gebieten in Washington.

## Geschichte
Ravensdale wurde ursprünglich Leary genannt, und zwar nach dem Namen der Leary Coal Company, die wiederum nach John Leary, einem Kohlenhändler aus Seattle, benannt war. Der spätere Name stammt von den Raben-Scharen, die sich von dem aus den den Ort passierenden Waggons der Northern Pacific Railroad verstreuten Getreide ernährten. Der Untertage-Kohle-Bergbau wurde um 1899 von der Seattle and San Francisco Railway and Navigation Company in Angriff genommen, obwohl schon einige Jahre früher bei Danville und Landsburg Kohle abgebaut wurde. Die Kohlegruben wurden später von der Northwest Improvement Company (NWI) aufgekauft, einer Tochter der Northern Pacific. 1907 war Ravensdale eine Bergbaustadt mit etwa 1.000 Einwohnern, von denen die meisten im Bergbau arbeiteten. Ravensdale wurde offiziell am 15. August 1913 als Gebietskörperschaft anerkannt.
Am 16. November 1915 um 13:25 Uhr tötete eine Explosion in der Grube 31 Männer; dies war eines der schwersten Grubenunglücke in Washington. Die NWI-Grube wurde endgültig geschlossen und viele der zugewanderten Bergleute verließen die Stadt auf der Suche nach Arbeit. Ein Teil der Bergleute aus Ravensdale zog nach Ray (Arizona), um dort in einer Kupfermine zu arbeiten. Der Stadt wurde in den 1920er Jahren das Stadtrecht aberkannt.
Über zwei Jahrzehnte wurde weiter Kohlebergbau betrieben und Ravensdales Wirtschaft so befeuert, bis neue Gruben in den Lagerstätten von Danville, Landsburg und McKay erschlossen wurden. Die Dale Coal Company war eines der erfolgreicheren Unternehmen von etwa 1924–1941, gefolgt von der Continental Coal Company von 1942 bis 1944, der Anderson Coal Company von 1943 bis 1948 und der Palmer Coking Coal Company von 1937 bis 1975. Am 29. Januar 1955 wurden vier Bergleute in der Landsburg-Mine eingeschlossen als ein Einsturz die Grube mit Wasser, Schlamm und Geröll füllte. Am 17. Dezember 1975 um 14:30 Uhr wurde die Mine Rogers No. 3 durch die Palmer Coking Coal Company gesprengt. Es war die letzte Untertage-Kohlengrube in Washington.

## Geographie
Nach dem United States Census Bureau nimmt der CDP eine Gesamtfläche von 13,3 km² ein, von denen 13 km² Land- und der Rest (2,14 %) Wasserflächen sind.

### Klima
Die Region zeichnet sich durch warme (nicht heiße) und trockene Sommer mit Durchschnittstemperaturen nicht über 15 °C aus. Nach der Klimaklassifikation nach Köppen und Geiger hat Ravensdale ein sommerwarmes Mittelmeerklima (abgekürzt „Csb“).

## Demographie
Nach der Volkszählung von 2000 gab es in Ravensdale 816 Einwohner, 301 Haushalte und 217 Familien. Die Bevölkerungsdichte betrug 62,6 pro km². Es gab 321 Wohneinheiten bei einer mittleren Dichte von 24,6 pro km².
Die Bevölkerung bestand zu 96,08 % aus Weißen, zu 0,12 % aus Afroamerikanern, zu 1,23 % aus Indianern, zu 0,12 % aus Asiaten, zu 0,25 % aus Pazifik-Insulanern, zu 0,12 % aus anderen „Rassen“ und zu 2,08 % aus zwei oder mehr „Rassen“. Hispanics oder Latinos „jeglicher Rasse“ bildeten 1,23 % der Bevölkerung.
Von den 301 Haushalten beherbergten 36,9 % Kinder unter 18 Jahren, 62,8 % wurden von zusammen lebenden verheirateten Paaren, 6 % von alleinerziehenden Müttern geführt; 27,9 % waren Nicht-Familien. 22,3 % der Haushalte waren Singles und 5,6 % waren alleinstehende über 65-jährige Personen. Die durchschnittliche Haushaltsgröße betrug 2,71 und die durchschnittliche Familiengröße 3,19 Personen.
Der Median des Alters in der Stadt betrug 41 Jahre. 26,1 % der Einwohner waren unter 18, 7,6 % zwischen 18 und 24, 27,1 % zwischen 25 und 44, 29,9 % zwischen 45 und 64 und 9,3 65 Jahre oder älter. Auf 100 Frauen kamen 108,2 Männer, bei den über 18-Jährigen waren es 110,8 Männer auf 100 Frauen.
Alle Angaben zum mittleren Einkommen beziehen sich auf den Median. Das mittlere Haushaltseinkommen betrug 44.850 US$, in den Familien waren es 61.741 US$. Männer hatten ein mittleres Einkommen von 33.182 US$ gegenüber 30.536 US$ bei Frauen. Das Pro-Kopf-Einkommen betrug 28.300 US$. Etwa 6,1 % der Familien und 10,8 % der Gesamtbevölkerung lebte unterhalb der Armutsgrenze; das betraf 12,7 % der unter 18-Jährigen und 7,8 % der über 65-Jährigen.
10 % der Einwohner von Ravensdale von 25 Jahren oder älter haben eine Bachelor-Abschluss.

## Pendler
Durchschnittlich benötigen die Einwohner, um an ihren Arbeitsplatz zu gelangen, 31 Minuten; zum Vergleich beträgt der landesweite Durchschnitt 26 Minuten.

## Bildung
Die Tahoma Junior High School ist eine öffentliche Schule innerhalb des Tahoma School District und bietet Unterricht in den Klassenstufen 8–9. Zur Zeit unterrichtet sie 1090 Studenten.

## Persönlichkeiten
Brandi Carlile (* 1981) – Singer-Songwriter

## Organisationen
Lake Retreat Camp – ein Camp und ein christliches Konferenzzentrum am Lake Retreat